# Connor Metcalfe
Connor Metcalfe est un footballeur australien né le 5 novembre 1999 à Newcastle. Il joue au poste de milieu défensif à FC St. Pauli.

## Biographie

### En club
Il fait ses débuts avec Melbourne City le 17 juillet 2017, en remplaçant Nathaniel Atkinson lors d'un match nul (2-2) face aux Central Coast Mariners.
Il se met en évidence le 6 mars 2021, en étant l'auteur d'un doublé lors d'une large victoire à l'extérieur face à Melbourne Victory (6-0).

### En sélection
Avec les moins de 19 ans, il participe au championnat d'Asie des moins de 19 ans en 2018. Lors de cette compétition organisée en Indonésie, il joue trois matchs. L'Australie s'incline en quart de finale face à l'Arabie saoudite.
Avec les moins de 23 ans, il participe au championnat d'Asie des moins de 23 ans en 2020. Lors de cette compétition organisée en Thaïlande, il joue deux matchs. L'Australie se classe troisième du tournoi, en battant l'Ouzbékistan lors de la « petite finale ».
Avec la sélection olympique, il participe au Jeux olympiques d'été de 2020, organisés lors de l'été 2021 à Tokyo. Lors du tournoi olympique, il joue trois matchs. Avec un bilan d'une victoire et deux défaites, l'Australie est éliminée dès le premier tour.
Il fait ses débuts avec l'Australie le 7 juin 2021, contre Taipei, lors des éliminatoires du mondial 2022, où il joue 26 minutes (victoire 5-1).

### Palmarès
Melbourne City
- Championnat d'Australie
  - Champion : 2021

 FC St. Pauli
- 2. Bundesliga
  - Champion : 2024